# Leo Baeck
Leo Baeck (pronunciación en alemán: /ˌleːo ˈbɛk/ⓘ; Leszno, 23 de mayo de 1873-Londres, 2 de noviembre de 1956) fue un rabino alemán del siglo XX, erudito, y un líder del judaísmo reformista.

## Biografía
Baeck nació en Lissa (por entonces en la provincia Posen de Alemania, ahora en Polonia), hijo del Rabino Samuel Baeck, y comenzó su educación cerca de Breslau, en el Seminario Teológico Judío Conservador en 1894. También estudió filosofía en Berlín con Wilhelm Dilthey, sirvió como un rabino en Oppeln, Düsseldorf y Berlín, y enseñó en la Hochschule für die Wissenschaft des Judentums (Instituto Superior de Estudios Judaicos).
En 1905 publicó Baeck La Esencia del Judaísmo, en respuesta a Adolf von Harnack de La Esencia del Cristianismo. Este libro, que interpreta el judaísmo y lo valora a través de un prisma de Neo-Kantianism templado con existencialismo religioso, hicieron de él un famoso proponente para el pueblo judío y su fe.
Durante la Primera Guerra Mundial, Baeck estuvo en un ejército capellán en el Ejército Imperial Alemán. En 1933, después de que los nazis tomaron el poder, Baeck trabajó para defender a la comunidad judía como presidente de la Reichsvertretung der Deutschen Juden, una organización protectora llamada Judíos Alemanes Unidos desde 1933-1938. Después de la Reichsvertretung se disolvió en noviembre de Pogrom, los nazis reensamblaron a los miembros del consejo en virtud del gobierno controlado por Reichsvereinigung. Leo Baeck dirigió esta organización como su presidente hasta su deportación en enero de 1943.